# 교겐 (음반)
〈교겐〉(일본어: 狂言)은 Ado의 1번째 정규 음반이다. 2022년 1월 26일 Virgin Music에서 발매되었다.

## 해설
Ado의 첫 음반으로, CD 발매도 이번 음반이 처음이다. 앨범 커버와 아트워크는 Ado의 이미지 디렉터로 근무하는 ORIHARA가 담당했다.
앨범에 새로 수록된 곡은 6곡으로, 수록된 모든 악곡은 보카로P로 활동하는 뮤지션에 의해 제공되었다.

## 차트 성적
발매 첫 주 14.2만 장을 팔아 첫 등장에 1위를 차지했다. 여성 솔로 아티스트의 첫 앨범이 1위를 한 것은 2011년 4월 18일 Miwa의 「 guitarissimo 」이래 10년 10개월 만이다. 또, 여성 솔로 아티스트의 첫 앨범이 첫 주 매출 10만 장을 넘은 것은 2008년 5월 26일 Superfly의 「 Superfly 」이래 13년 8개월 만에 나온 사례이다. 또 디지털 음반도 첫 주 1.5만 다운로드를 기록하며 첫 음반에서 1위를 차지했다. 솔로 아티스트가 「주간 앨범 랭킹」, 「주간 디지털 앨범 랭킹」에서 동시에 1위 자리를 차지한 것은, 2021년 9월 27일 구와타 게이스케의 「 ごはん味噌汁海苔お漬物卵焼き feat. 梅干し 」 이래 4개월 만이다.

### 최고 순위
- 오리콘 차트
  - 일간 1위[7]
  - 주간 1위[8]
  - 주간 1위(디지털 음반 4주 연속)
  - 2022년 1월・2월 월간 2위[9][10]
- 빌보드 재팬
  - 주간 1위(Hot Albums・2주 연속)[11]
  - 주간 1위(Top Albums Sales)
  - 주간 1위(Download Albums・4주 연속)

## 수록곡
| #   | 제목                         | 작사            | 작곡            | 편곡 | 재생 시간 |
| --- | ---------------------------- | --------------- | --------------- | ---- | --------- |
| 1.  | 〈레디메이드〉               | 스리이          | 스리이          | 4:03 |           |
| 2.  | 〈오도〉                     | DECO*27         | Giga, TeddyLoid | 3:30 |           |
| 3.  | 〈도메스틱하게 바이얼런스〉  | Kanaria         | Kanaria         | 2:38 |           |
| 4.  | 〈FREEDOM〉                  | jon-YAKITORY    | jon-YAKITORY    | 3:06 |           |
| 5.  | 〈하나비〉                   | 쿠지라          | 쿠지라          | 3:32 |           |
| 6.  | 〈만나고 싶어서〉            | 미유항          | 미유항          | 4:55 |           |
| 7.  | 〈럭키・브루트〉             | 히이라기 키라이 | 히이라기 키라이 | 3:29 |           |
| 8.  | 〈기라기라〉                 | 테니오하        | 테니오하        | 4:36 |           |
| 9.  | 〈아수라짱〉                 | Neru            | Neru            | 3:15 |           |
| 10. | 〈마음이라는 이름의 불가해〉 | 마후마후        | 마후마후        | 4:29 |           |
| 11. | 〈웃세와〉                   | Syudou          | Syodou          | 3:26 |           |
| 12. | 〈마더랜드〉                 | 니루 카지츠     | 니루 카지츠     | 4:20 |           |
| 13. | 〈과학습〉                   | 이네            | 이네            | 3:35 |           |
| 14. | 〈밤의 피에로〉              | biz             | biz             | 3:20 |           |

## 연주
- malo：Bass (#1)
- 신나이코우지：Guitar (#4)
- Sasaki：Bass (#4)
- 타카다 츠바사 :Strings Arrangement (#6)
- 키타니 타츠야 : Bass (#9)
- 히토리에：Drums (#9)
- 미츠야 젠코 : Guitar (#10)

## 제휴
레디메이드
AbemaTV 「 AbemaPrime 」2021년 2월 엔딩 테마
오도
NHK 종합 "夜光音楽 ボカロP 5min." 테마송
만나고 싶어서
영화 ' 카구야 님은 고백받고 싶어 ~천재들의 연애 두뇌전~ 파이널" 삽입곡
아수라짱
TV 아사히 목요일 드라마 "닥터-X~외과의·다이몬 미치코~" (제7 시리즈) 주제가
마음이라는 이름의 불가해
간사이 TV, 후지 TV 월 10 드라마 "닥터 화이트" 주제가
마더랜드
TBS계열 2022 동계 스포츠 테마송
밤의 피에로
매일 방송 드라마 특구 연애 옴니버스 드라마 ' 초정사까지 앞으로 1시간 ' 오프닝 주제가